# Jacob Aall
Jacob Aall o Jacob Aal (Porsgrund, 27 de julio de 1773 - 4 de agosto de 1844) fue un escritor y político noruego. Fue famoso por sus estudios económicos y políticos y sus obras literarias y científicas.
Estudió primero teología, historia antigua de su país y ciencias naturales, frecuentando después varias academias en Alemania y las universidades de Kiel, Leipzig y Gutting, especialmente interesado en estudios sobre minería, para finalmente volver como director de una mina a su país, a la región de Arendal.
Fue parlamentario de la Asamblea Nacional constituyente de Noruega, reunida en 1814, en Eisdsvold, siendo después líder del un grupo 'unionista'. Permaneció 14 años como parlamentario en el Storting (nombre del parlamento noruego).
Entre 1832 y 1836 publicó, en tres volúmenes, titulados Presente y pasado, una versión redactada de sus numerosos ensayos publicados en la prensa sobre la historia de las antigüedades de Noruega. En 1838 y 1839 se publicó su traducción del libro de Snorre Sturleson, Heimskringla.
Su libro Os Ezndringer (Reminiscencias) contiene importantes datos para los preliminares de la historia de la unión sueco-noruega; fueron escritos entre 1800 y 1816 y figuran entre las mejores de su género. Se publicó entre 1844 y 1845 y recopilaba todos los datos de la historia contemporánea de la Península escandinava.
Su hijo Juan Jorge, quien nació en 1806 y falleció en 1894, fue de 1816 a 1877 gobernador de la provincia de Bratsberg y un parlamentario influyente en el Storting durante mucho tiempo, ocupando la presidencia de la asamblea entre 1851 y 1869.

## Obra
- Fædrelandske Ideer, Kristiansand 1809
- Om Kornmangelen i Norge, med Hensyn paa Misvæxten 1812, Kristiansand 1813
- Erindringer som Bidrag til Norges Historie fra 1800-1815. Cappelen, Christiania 1844

1. Første tidsrum fra 1800-1807
2. Andet tidsrum fra 1809-1814
3. Tredie tidsrum 1814-1815

- Zweite Ausgabe in einem Band 1859

## Literatura
- New Americanized Encyclopædia Britannica (Twentieth Century Edition), The Saalfield Publishing Company, Akron, Ohio, 1903
- Artikel im  Store Norske Leksikon (und Aall Mardals (enlace roto disponible en Internet Archive; véase el historial, la primera versión y la última).)
- Artículo en Dansk biografisk leksikon Kopenhagen (1897-1905)